# Østermarie Sogn
Østermarie Sogn er et sogn i Bornholms Provsti (Københavns Stift).
I 1800-tallet var Østermarie Sogn et selvstændigt pastorat. Det hørte til Øster Herred i Bornholms Amt. Østermarie sognekommune blev ved kommunalreformen i 1970 indlemmet i Allinge-Gudhjem Kommune, der i 2003 indgik i Bornholms Regionskommune.
I Østermarie Sogn ligger Østermarie Kirke.
I sognet findes følgende autoriserede stednavne:
- Almegård (bebyggelse)
- Anebro (bebyggelse)
- Bølsbakke (bebyggelse)
- Bølshavn (bebyggelse, ejerlav)
- Dalslunde (bebyggelse)
- Elleby (bebyggelse)
- Flæskedal (bebyggelse)
- Frigård (bebyggelse)
- Gadeby (bebyggelse)
- Glappe (bebyggelse)
- Godthåb (bebyggelse)
- Gyldenså (vandareal)
- Hallegård (bebyggelse)
- I Engene (bebyggelse)
- I Myrene (bebyggelse)
- Jydevangen (bebyggelse)
- Kalshavebæk (bebyggelse)
- Kelseå (vandareal)
- Kirkeby (bebyggelse)
- Kofodgård (landbrugsejendom)
- Langemose (bebyggelse)
- Lindet (bebyggelse)
- Louisenlund (bebyggelse)
- Lyrsby (bebyggelse)
- Prædikestolen (areal)
- Præstegaden (bebyggelse)
- På Gryet (bebyggelse)
- På Lyngen (bebyggelse)
- Randkløve (bebyggelse)
- Risen (bebyggelse)
- Saltuna (bebyggelse)
- Skrulle (bebyggelse)
- Staggehuse (bebyggelse)
- Sønder Gildesbo (bebyggelse)
- Ved Hallen (bebyggelse)
- Ypnasted (bebyggelse)
- Ølegård (bebyggelse)
- Ølene (areal, bebyggelse)
- Østermarie (bebyggelse, ejerlav)
- Åløse (bebyggelse)